# Воєнно-Сухумська дорога

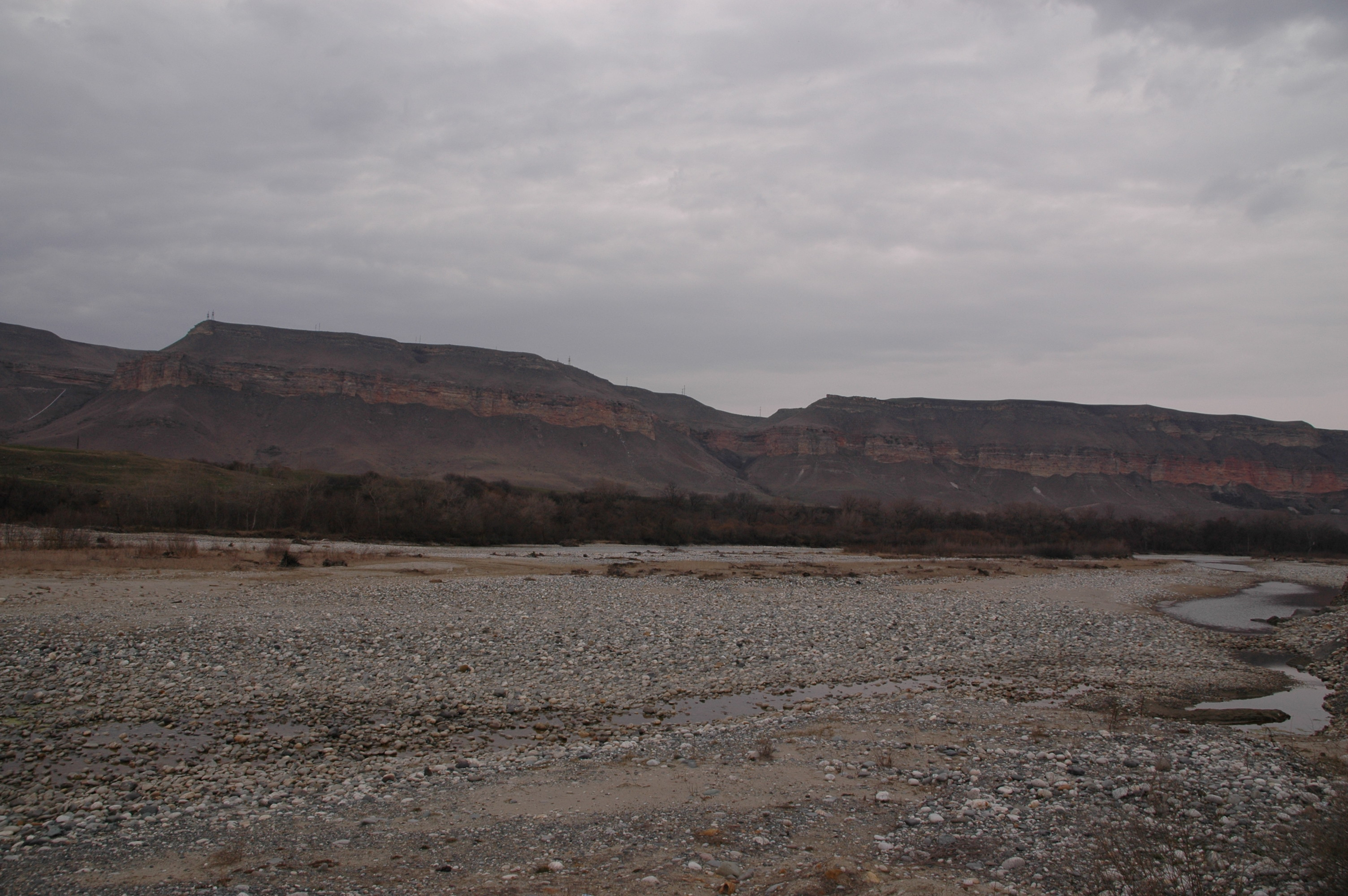
Воєнно-Сухумська дорога

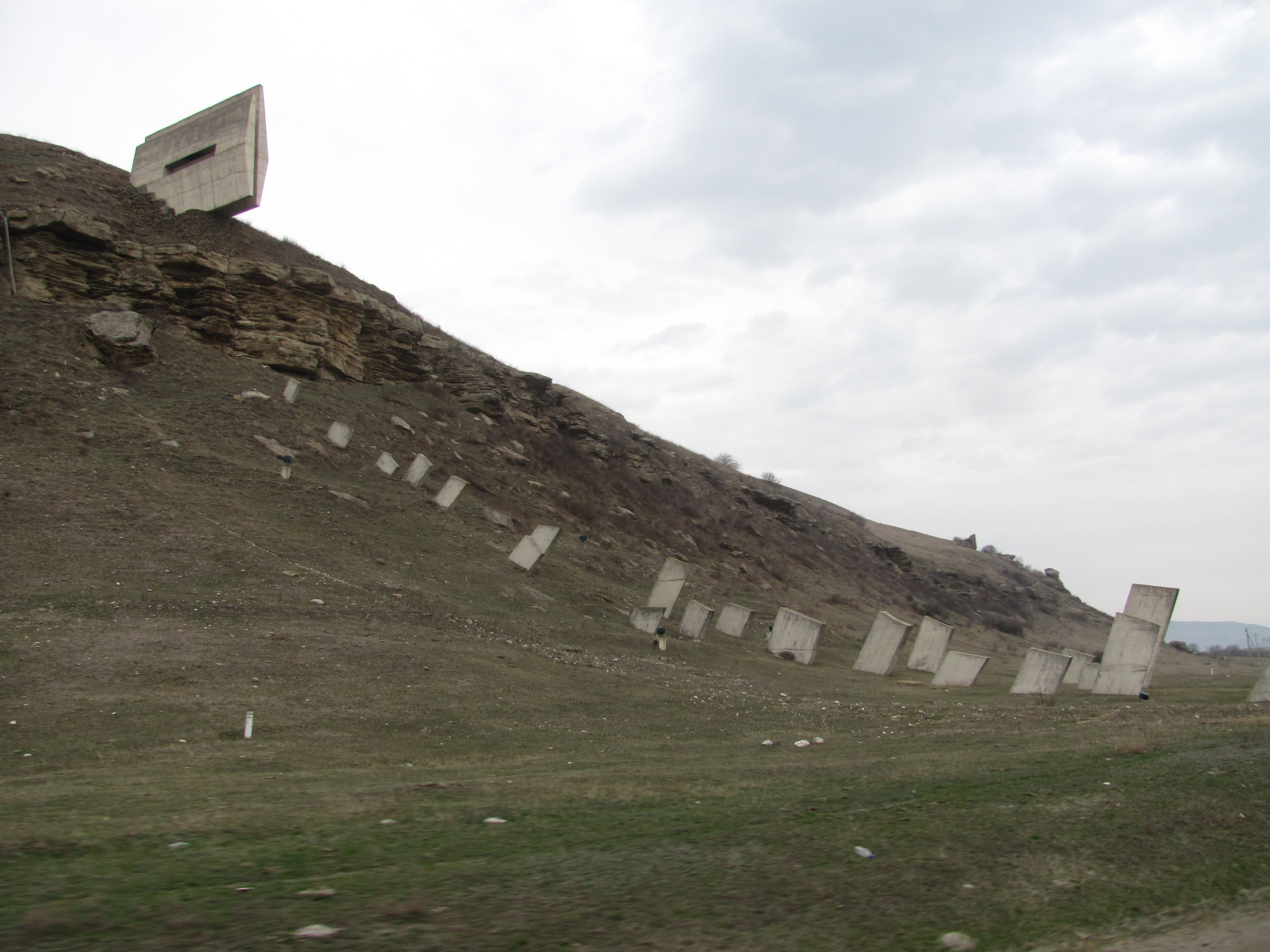
Воєнно-Сухумська дорога - Пам'ятник радянським воїнам, які загинули в боях за Кавказ

Воєнно-Сухумська дорога — історична назва дороги через Головний Кавказький хребет, що сполучає міста Черкеськ (Карачаєво-Черкесія) і Сухумі (Грузія).

## Маршрут
0 km – Невинномиськ
40 km – Еркін-Шахар
65 km – Черкеськ
78 km – Усть-Джегута
105 km – Сари-Тюз, відгалуження на R256 через станицю Зеленчуцька, далі на Майкоп
120 km – Карачаєвськ, відгалуження на A157 на П'ятигорськ
181 km - відгалуження на Сєверний Приют й Клухорський перевал (ґрунтова дорога Абхазію)
190 km – Домбай

## Історія
Частина Воєнно-Сухумської дороги називалася «турецькою стежкою», яка як караванний шлях була відома з найдавніших часів. В VIII столітті по ній в Аланію вторглися араби. Цей караванний шлях зображений на венеціанській карті-схемі XIV століття.
Проєкт будівництва колісної дороги народився в 50-х рр. XIX століття. Будівництво було розпочато в 1894 р. і остаточно завершено в 1903 р. Дорога з'єднала міста Черкеськ (тоді станиця Баталпашинська) і Сухумі.
У роки  громадянської війни (1917–1922/1923) дорога стала місцем сутичок протиборчих сторін. Для автомобільного руху дорогу намагалися використовувати лише в роки Великої Вітчизняної війни. З 1946 р. не використовується як автомобільна дорога. В радянські часи дорога отримала популярність як цікавий туристичний маршрут, адже навколо дороги на території Абхазії знаходиться велика кількість пам'яток стародавньої архітектури.

## Сучасний стан
Довжина 337 км. З боку Карачаєво-Черкесії найбільшу частину дороги асфальтовано. Проходить через місто Карачаєвськ, гірський курорт  Теберду і далі по Гоначхірській ущелині вздовж річки Клухор. Останнім пунктом на дорозі з боку Карачаєво-Черкесії раніше була турбаза «Північний притулок», яка повністю зникла на початку 1990-х років. Потім 13-кілометрову ділянку дороги перетинає Великий Кавказький хребет по Клухорському перевалу (висота 2781 м) і виходить до бази «Південний притулок» в Кодорській ущелині Абхазії. Далі дорога йде вздовж річки Клич до першого населеного пункту з боку Абхазії після перевалу — сванського села Омарішара. Потім дорога йде по Кодорській ущелині, уздовж річки Велика Мачара, і виходить на Чорноморське шосе в трьох кілометрах південніше Сухума. З боку Карачаєво-Черкесії здебільшого дорогу асфальтовано (170 км). Асфальтована дорога закінчується в ущелині Північного Клухора неподалік від метеостанції. З боку Абхазії дорога (53 км) здебільшого не асфальтована.
Сама високогірна ділянка дороги - Клухорський перевал (2781 м) Ділянка, що проходить через Клухорський перевал, в даний час не пристосована для автомобільного руху, а в перевальній частині стала практично непрохідною і для пішоходів через зсуви і розмиви. Для пішоходів і в'ючних тварин існує обхідна стежка по лівому березі Північного Клухора. Транспортне сполучення по Воєнно-Сухумській дорозі залежить від погоди на цій ділянці. Взимку тут часті снігові замети та сходи лавин. Після збройного  грузино-абхазького конфлікту 1992–1993 рр., а також встановлення режиму державного кордону, наскрізний рух по дорозі закрито, прикордонна зона з боку Росії починається біля мосту через річку Кітче-Муруджу.

## Відновлення дороги
З ініціативою відновлення дороги та будівництва окремих її ділянок для використання автомобільним транспортом виступили керівники Абхазії ( Сергій Багапш) та Карачаєво-Черкесії ( Мустафа Батдиєв).
У 2010 році засоби масової інформації повідомляли, що розглядається два варіанти відновлення автомобільного руху між Карачаєво-Черкесією та Абхазією, причому обидва, для збереження цілорічного руху, передбачають будівництво тунелів. Перший з них передбачає прокладку тунелю довжиною понад 12 км в підошві Клухорський перевалу (тобто приблизно за маршрутом нині існуючої дороги), другий — будівництво дороги через Архиз Передбачається, що нова дорога стане платною. Варіант через Клухорський перевал пізніше був відхилений з екологічних міркувань, через те що він порушував режим Тебердинського заповідника і був запропонований варіант через перевал Нахар.
Керівництво Абхазії виступає проти будівництва Воєнно-Сухумської дороги, аргументуючи це рішення екологічними проблемами,.

### Економічні, політичні, ідеологічні, екологічні аспекти будівництва дороги

#### Економічні аспекти
Багато експертів і в Росії і в Абхазії висловлюють економічний скептицизм щодо будівництва дороги. Такий підхід розділяє абхазький бізнесмен, колишній депутат парламенту Абхазії Беслан Бутба:

Нам таку дорогу на Північний Кавказ не можна будувати, рано поки будувати. Ми слабка держава, ми не зможемо експлуатувати цю дорогу. Я думаю, що ця дорога передчасна. Коли ми будемо сильною державою, коли у нас будуть правильно працювати правоохоронні органи, можна буде думати про цю дорогу. Зараз Абхазії не варто вкладати в це гроші.

Аналогічної позиції дотримуються і деякі російські експерти, які вважають даний проєкт економічно нерентабельним, оскільки Абхазія — «тупикова» в транспортному відношенні держава.

#### Політичні аспекти
Проєкт будівництва Воєнно-Сухумської дороги викликав негативну реакцію з грузинського боку. Член грузинського «уряду Абхазії у вигнанні» Коте Кучухідзе заявив, що це «ще одна спроба окупації територій Грузії з боку Росії».
Воєнно-Сухумський тракт потрібен і для стратегічних цілей, як запасний маршрут з Росії до Абхазії. До цих пір з Росії до Абхазії проходить єдиний сухопутний шлях — через Сочі (Краснодарський край РФ). Аналогічна ситуація і з Південною Осетією. Там планується будівництво запасного шляху через Мамісонську ущелину.
Абхазія в силу обставин, що склалися, і спільного кордону з Карачаєво-Черкеською республікою може стати основним і стратегічним партнером КЧР. Саме Республіка Абхазія може надати КЧР реальну перспективу вийти з транспортного тупика, отримати прямий вихід до моря, що є нагальною потребою.

#### Екологічні аспекти
Маршрут Воєнно-Сухумської дороги проходить через заповідні території та використовується для гірського туризму. Поява в даній місцевості важкої будівельної техніки, вибухи при розробці гірських порід, і в подальшому автомобільний рух завдало б значні екологічні збитки Тебердинському заповіднику.

#### Культурні аспекти
Протягом багатьох тисячоліть Клухорський перевальний шлях, в давнину відомий під назвою «Турецька стежка», що отримав в XIX столітті найменування Воєнно-Сухумської дороги, відігравав важливу роль в економіці і культурних зв'язках народів, що мешкали по обидва боки Головного Кавказького хребта, особливо карачаївців і  абхазів. Перевалом могли скористатися також і вороги для вторгнення до Абхазії з Північного Кавказу. Все це сприяло виникненню вздовж дороги великого числа пам'яток стародавнього зодчества, і в першу чергу фортець і храмів. Це був основний караванний шлях, що зв'язував Колхіду з Каспієм. Як туристичний маршрут він залишається популярним і досі. Воєнно-Сухумська дорога дуже мальовнича.

## Виноски
1. 1 2  Дорога в Сухум // gazeta.ru
2. ↑  Быть ли дороге с Северного Кавказа в Сухум?
3. ↑  Вдоль военно-сухумской дороги
4. ↑  «Власти Карачаево-Черкесии и Абхазии намерены восстановить Военно-Сухумскую дорогу» [Архівовано 30.03.2009, у Wayback Machine.] — РГРК «Голос России» (26.09.2009)
5. 1 2  Северный Кавказ и Абхазию соединит туннель? // regnum.ru
6. ↑  «Президент Абхазии выступил против строительства дороги Черкесск-Сухум» — Деловая газета «Взгляд» (19.07.2012)
7. ↑  «Абхазия против проекта прокладки автодороги через Главный Кавказский хребет» — ИА «Regnum» (20.07.2012)
8. ↑  «Принуждение к миру» по-адыгски
9. ↑  Военно-Сухумская дорога